# إير مالي
إير مالي (بالإنجليزية: Air Mali)‏ شركة طيران مالية، تمتلك حكومة مالي نسبة 2% فقط من أسهم الشركة. توقفت عمليات الشركة منذ ديسمبر 2012 بسبب الصراع في شمال مالي.

## تاريخ
عند إنشاء الشركة في العام 2005، كان اسمها شركة طيران مالي، وقد قامت بأول رحلة لها في 7 يونيو 2005، وكانت الشركة تستهدف خدمة وتقوية الخطوط الجوية الداخلية في مالي، وفي عام 2009 تم تغيير اسم الشركة لتصبح إير مالي.

## الأسطول
كانت إير مالي تُشغل أسطولاً مكونا من ثلاثة طائرات:
- ماكدونل دوغلاس إم دي-83
- ماكدونل دوغلاس إم دي-87
- بومباردييه سي آر جيه 200